# Polyplastus assarius
Polyplastus assarius är en skalbaggsart som beskrevs av Oliver Erichson Janson 1888. Polyplastus assarius ingår i släktet Polyplastus och familjen Cetoniidae. Inga underarter finns listade i Catalogue of Life.